# Лакарія блискуча
Лакарія блискуча, лаковиця рожева (Laccaria laccata) — гриб роду лакарія родини гіднангієві (Hydnangiaceae).

## Будова
Шапинка цегляно–коричнева, іноді буро–червона. У зрілих і старих грибів у суху погоду шапка ніби вицвітає. У діаметрі шапка до 11 см. У молодих плодових тіл випукла, у зрілих — плоска, а в перезрілих увігнуто–плоско розпростерта. Якщо уважно придивитись до шапки, то впадає у вічі те, що її край часто нерівно зігнутий, наче лопатями посічений. У молодих грибів поверхня шапки гладенька, у дорослих вона вкрита оригінальними лусками, здалека нагадує пух. Ніжка — 2-6 х 0,4-1,3 см, кольору шапки. М'якуш рожевуватий, бурувато-рожевуватий.

## Поширення та середовище існування
Зустрічається у хвойних та листяних лісах. В Україні зустрічається повсюди.

## Практичне використання
Їстівний шапковий гриб, який вживають свіжим. Для приготування страви використовують лише шапинку, тому що ніжка занадто жорстка. У інших джерелах зазначають, що гриб не їстівний.